# باشگاه والیبال پارما
باشگاه والیبال پارما (به ایتالیایی: Pallavolo Parma) باشگاه حرفه‌ای والیبال مستقر در پارما ایتالیا بود. این باشگاه در سال ۱۹۴۶ تأسیس و در سال ۲۰۰۴ منحل شد. پارما در طول حضور خود اسپانسرهای زیادی را عوض نمود و دارای پسوندهای مختلف شد.
پارما از باشگاه‌های قدیمی و موفق ایتالیا بود.

## افتخارات
- سری آ: ۸ قهرمانی
- جام حذفی ایتالیا: ۵ قهرمانی
- لیگ قهرمانان والیبال اروپا: ۲ قهرمانی
- جام کنفدراسیون والیبال اروپا: ۳ قهرمانی
- چلنج کاپ: ۲ قهرمانی
- سوپر جام والیبال اروپا: ۲ قهرمانی
- والیبال قهرمانی باشگاه‌های جهان: ۱ قهرمانی